# Konrad Kujau
Konrad Kujau (ur. 27 czerwca 1938 w Löbau, zm. 12 września 2000 w Stuttgarcie) – niemiecki antykwariusz, ilustrator i fałszerz.

## Biografia
Dzieciństwo spędził w sierocińcu w Ruppersdorfie. Członkowie rodziny zaginęli podczas bombardowania Drezna. Jego ojciec, szewc, był zagorzałym zwolennikiem nazizmu aż do swojej śmierci w 1944 roku. Był studentem Akademii Sztuk Pięknych w Dreźnie. Następnie w czerwcu 1957 roku uciekł do ówczesnego Berlina Zachodniego. Kontynuował studia od 1958 roku na Akademii Sztuk Pięknych w Stuttgarcie, jednak przerwał je w 1961 roku. W późniejszym okresie pracował jako czyściciel okien. W 1967 roku otworzył antykwariat specjalizujący się w pamiątkach wojskowych. Wkrótce uświadomił sobie rozmiar rynku pamiątek nazistowskich i w związku z tym zaczął sprzedawać rzekome artefakty z czasów hitlerowskich. Dziennikarz Sterna i kolekcjoner pamiątek z czasów nazistowskich, Gerd Heidemann, poprzez znajomych kolekcjonerów w 1980 roku nawiązał kontakt z fałszerzem ukrywającym się pod pseudonimem Konrad Fischer. Zakupił od niego 61 tomów sfałszowanych pamiętników Hitlera, rzekomo przemyconych przez wschodnioniemieckiego generała. W maju 1983 roku został aresztowany przy granicy austriackiej. Konrad Kujau został skazany na cztery lata i sześć miesięcy pozbawienia wolności za oszustwa i fałszowanie dokumentów. W 1988 roku został warunkowo zwolniony z więzienia po wykryciu raka. W późniejszym okresie otworzył galerię w Stuttgarcie. Następnie został ponownie aresztowany i ukarany grzywną za tworzenie fałszywych praw jazdy. Kiedy zachorował, otworzył kolejną galerię na Majorce, aby sfinansować swoje leczenie. 
Zmarł na raka żołądka w szpitalu w Stuttgarcie. Jego urnę pochowano w najbliższym kręgu rodzinnym w Löbau.